# Adalbert Ibrahim Kapandji
Adalbert Ibrahim Kapandji (17 de abril de 1928 - 7 de enero de 2019) fue un cirujano ortopédico francés, especialista en cirugía de la mano, autor de numerosa literatura sobre biomecánica, anatomía funcional y fisiología articular.

## Biografía

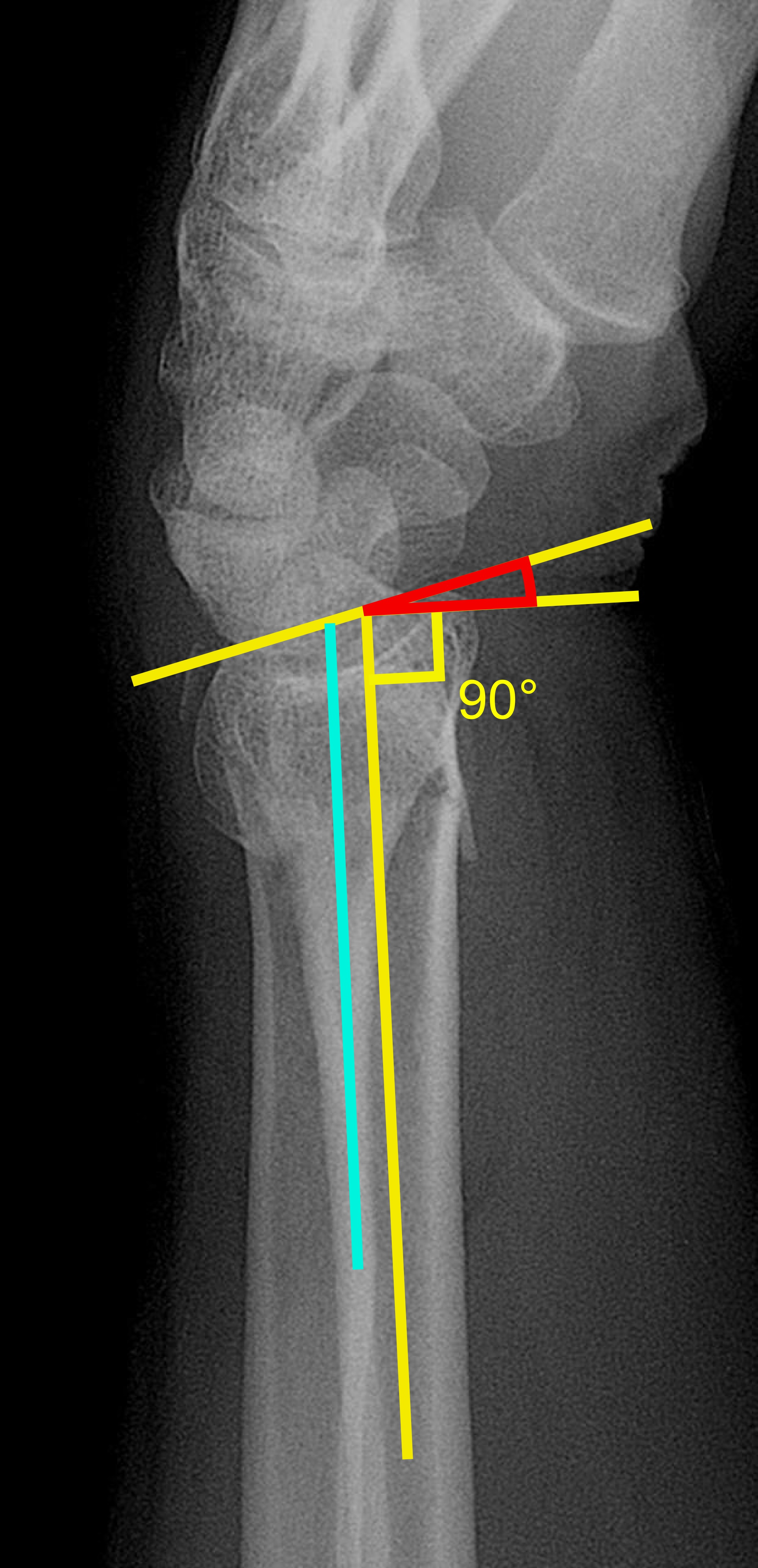
Tratamiento de fractura distal de radio según el método de Kapandji.

Descendiente de una familia turco-griega afincada en París, finalizó sus estudios  en 1960, y tras unos primeros años dedicado a la cirugía general se especializó en cirugía ortopédica. Asimismo se destacó por el desarrollo de nuevos procedimientos diagnósticos  y terapéuticos, como la prótesis “cardan” o el método de tratamiento de fracturas de muñeca.
Un compañero le reclutó para enseñar mecánica articular en una escuela de fisioterapia, lo que le valió para desarrollar su faceta de dibujo anatómico y divulgativo, basándose en las obras de Duchenne, que carecían de ilustraciones.
Los libros de A.I. Kapandji son conocidos por varias generaciones de profesionales de la salud, particularmente los de anatomía funcional, caracterizados por los esquemas y dibujos que muestran la forma de las superficies articulares y su comportamiento ante la acción de los elementos motores. La difusión de dichas obras ha sido tan amplia que actualmente, para muchos estudiantes, el término kapandji ha llegado a ser sinónimo de dichos libros; siendo una de las máximas autoridades reconocidas actualmente por docentes, estudiantes y profesionales en cuanto a anatomía funcional de la mano.